# Alanna
Alanna Larissa Santana de Carvalho (Salvador, 10 de março de 1990), simplesmente conhecida como Alanna, é uma jogadora de futebol brasileira que atua como meio-campista. Atualmente, joga pelo Fortaleza.

## Carreira em clubes
Nascida em Salvador, na Bahia, Alanna começou sua carreira no clube local São Francisco. Em 2010, após impressionar com a seleção nacional sub-20, ela se transferiu para a Ferroviária.
Alanna posteriormente jogou pelo Duque de Caxias, São José e Kindermann antes de retornar ao São Francisco em 2014. Ela voltou ao São José no ano seguinte antes de assinar contrato com o Corinthians para a temporada de 2017.
Alanna se transferiu para o Santos em 2018, sendo titular regular antes de sofrer uma lesão no joelho que a deixou afastada por mais de um ano.

## Carreira internacional
Alanna representou o Brasil na categoria sub-20 no Campeonato Sul-Americano de Futebol Feminino Sub-20 de 2010 e na Copa do Mundo de Futebol Feminino Sub-20 de 2010, sendo a artilheira do primeiro torneio com sete gols.

## Títulos

### Clubes
São José
- Copa Libertadores Feminina: 2013
- Campeonato Paulista de Futebol Feminino: 2015

#### Corinthians/Audax
- Copa Libertadores Feminina: 2017

Santos
- Campeonato Paulista: 2018
- Copa Paulista de Futebol Feminino: 2020

### Internacional
Brasil
- Campeonato Sul-Americano de Futebol Feminino Sub-20: 2010